# Сулейманов Ахмет Мухаметвалеєвич
Ахмет Мухаметвалеєвич Сулейманов (башк. Әхмәт Мөхәммәтвәли улы Сөләймәнов, 15 березня 1939, д. Набієво, Бурзянський район, Башкирська АРСР — 21 листопада 2016, Уфа) — башкирський вчений-фольклорист, доктор філологічних наук (1991), професор (1995). Дійсний член Російської Академії гуманітарних наук (1995), член Спілки письменників Республіки Башкортостан і Російської Федерації. Голова виконкому Всесвітнього курултаю (конгресу) башкирів (2002—2006).

## Біографія
Сулейманов Ахмет Мухаметвалеєвич народився 15 березня 1939 року в селі Набієво Бурзянського району Башкирської АРСР.
Служив у лавах Радянської Армії.
У 1967 році закінчив філологічний факультет Башкирського державного університету.
У 1967—1972 рр. працював учителем у Набієвської восьмирічної школи.
З 1972 року — викладач башкирської мови та фольклору в Башкирському державному університеті.
У 1991 році захистив докторську дисертацію в Московському державному університеті імені М. В. Ломоносова.
У 1991—2002 рр. — завідувач відділу фольклору та мистецтва Інституту історії, мови і літератури Уфимського наукового центру РАН.
У 2002—2006 роках — голова Виконкому Всесвітнього курултаю (конгресу) башкирів.
З 2006 року — професор Башкирського державного педагогічного університету імені Міфтахетдіна Акмулли.

## Наукова діяльність
А. М. Сулейманов брав участь у підготовці та виданні 18-томного зібрання «Башкирська народна творчість» («Башҡорт халыҡ ижады»), за який в 1987 році, разом з іншими авторами-укладачами, присуджена державна премія імені Салавата Юлаєва. При підготовці російського видання цієї праці, Ахмет Мухамметвалеєвич виступив укладачем трьох томів.
Є автором 400 наукових праць, серед яких 30 монографій, понад 40 навчальних і навчально-методичних посібників для шкіл і вузів Башкортостану.

## Праці
- Башҡорт халыҡ ижады. Әкиәттәр. 4-се китап. / Төҙөүсе, инеш мәҡәлә авторы Ә. М. Сөләймәнов, аңлатмалар биреүсе Л. Г. Бараг менән Ә. М. Сөләймәнов. Яуаплы редакторы С. Ә. Галин. Өфө, 1981. 398 б.
- Башҡорт халыҡ ижады. Әкиәттәр. 5-се китап. / Төҙөүсе, инеш мәҡәлә яҙыусы Ә. М. Сөләймәнов, аңлатмалар биреүсе Л. Г. Бараг менән Ә. М. Сөләймәнов. Яуаплы редакторы Н. Т. Зарипов. Өфө, 1983. 390 б.
- Башҡорт халыҡ ижады. Совет осоро. Әкиәттәр, риүәйәттәр, хәтирәләр, сәсәндәр ижады. / Төҙөүселәре, инеш мәҡәлә яҙыусы, аңлатмалар биреүсе Н. Т. Зарипов менән Ә. М. Сөләймәнов. Яуаплы редакторы Ғ. Б. Хөсәйенов. Өфө, 1982. 422 б.
- Башҡорт халыҡ ижады. Көләмәстәр. / Төҙөүсе, инеш мәҡәлә яҙыусы, аңлатмалар биреүсе Ә. М. Сөләймәнов. Өфө, 1985. 381 б.
- Башкирские народные бытовые сказки: сюжетный репертуар и поэтика. Уфа, 1994.
- Тормош-көнкүреш әкиәттәре: Жанр уҙенсәлектәре. Өфө, 1990.
- Башкирские бытовые народные сказки: Сюжетный состав и поэтика. 1994.
- В сказках — истина. 1997.
- Сказка и действительность. 1997.
- Башкирское народное творчество. 2000.
- Истоки чуда. 2001.
- Памятлив тот, кто ценит счет. 2002.
- Башкирская народная новелла.2004.
- Башҡорт халыҡ ижады. 11-се том. Новеллистик әкиәттәр / Төҙөүсе, инеш мәҡәлә һәм комментарийҙар авторы Ә. М. Сөләймәнов. Яуаплы редакторы С. Ә. Галин. Өфө: Китап, 2008. 566 с.

## Нагороди, звання та премії
- Відмінник освіти Республіки Башкортостан (1999);
- Заслужений працівник культури Республіки Башкортостан (1991);
- Заслужений діяч науки Республіки Башкортостан (1997);
- Заслужений діяч науки Російської Федерації (2006);
- Лауреат Державної премії Башкортостану імені Салавата Юлаєва (1987);
- лауреат премії імені Джаліля Кієкбаєва (2004);
- лауреат премії імені Мифтахетдіна Акмулли (2009).